# Željko Milović
Željko Milović (Bar, 1968) jeste jugoslovenski i crnogorski književnik, novinar, publicista i muzičar.

## Novinar, esejista
Objavljuje od 1986. godine muzičke kritike, članke i eseje, kao i raznovrsne tekstove vezane za probleme kulture i supkulture. Bio je devedesetih član redakcije kultnih podgoričkih (Omladinskih) Grafita i urednik podlistka RTS - prvog glasila u Crnoj Gori specijalizovanog za yu-rock muziku.
Od 1994. godine radio je kao novinar, voditelj i urednik emisija u Informativnom centru Bar (danas JLE Radio Bar). Bio je autor etno-reportaža Kutija sa začinima zemlje: za reportažu o selu Zupci dobio je treću nagradu na Radijskom festivalu u Nikšiću 1998. godine, a za reportažu o dvooltarnoj crkvi Sveta Tekla drugu nagradu na Smotri radijskog stvaralaštva u Beranama 2009. godine. Za angažovani prilog o ekološkoj crnoj tački u barskoj opštini, Dajmo šansu moru: Deponija Ćafe, osvojio je glavnu nagradu Grand-prix - Zlatni mikrofon i prvo mjesto na 3. Festivalu radijskog stvaralaštva Crne Gore 2010. godine.
U periodu od 1999. do 2003. godine bio je urednik Barskih novina i bARS časopisa za umjetnost i kulturu, a od 2007. do 2010. godine urednik Novih barskih novina. Od 2006. godine je urednik na portalu Bar Info informativnom sajtu Radio Bara. Od 2021. do 2023. godine bio je urednik časopisa Maslinada (prvi časopis o maslinarstvu u Crnoj Gori). Oglašavao se člancima, esejima i reportažama u mnogim crnogorskim i regionalnim medijima i portalima (Vijesti, mmART, Publika, Dnevne novine, Matica, Monitor, Pobjeda, Portal Analitika, Komuna, Liza, Fokalizator, Barikada, Rockomotiva...). Danska provladina agencija SCOOP angažovala ga je 2006. godine da izvrši istraživanje i napiše opsežan esej na temu zloupotrebe Evrosonga u političke svrhe na području ex-YU, kasnije objavljen na pet jezika. Od marta 2024. urednik je i voditelj emisije o crnogorskoj pop-rock muzici Ne pričam ti o tome na podgoričkoj TV E.

## Književnost, muzika, film
Sa još nekoliko pisaca, 1993. godine osnovao je u Baru Udruženje književnika Ars Antibari, čiji su članovi bili pjesnici i prozaisti iz Crne Gore i Srbije, među kojima i poznati rokeri Margita Stefanović, Brane Babić Kebra, Nandor Ljubanović i Nikola Vranjković.
Bio je priređivač tri zbornika ovog udruženja: 
1. Zvona ispod mora (1993) — kopriređivač
2. Izgleda da će jugo (1996)
3. Da li da ti kažem ko te je ubio, Gea? (1999)

Dobitnik je književne nagrade ’Ćamil Sijarić’ za zbirku pripovijedaka za 2006/07. godinu. Član je Matice crnogorske i Udruženja književnika Crne Gore.
Glavni je vokal, ali i tekstopisac i kompozitor VIS BEŽ, sa kojim je publikovao dva CD-a: Život u e-mollu (2023) i Sunce, zemlja i s njima ti (2024). Gostovao je, kao glavni vokal, autor teksta i koautor muzike, na dva albuma barskog benda Akademia. Pojavio se u ulozi mornara u alternativnom špageti-vesternu Za šaku priganica (2000); našao se u ulozi glavnog inkvizitora u spotu Andree Demirović Ja sam ti san (2019).
Autor je izložbe fotografija, dokumenata i memorabilija Najljepše su pjesme tebi ostale - prve četiri decenije barskog pop-roka (novembar 2019) i koautor izložbi fotografija Bar.Ljudi. (avgust 2021), Bar.Događaji. (avgust 2022) i Crno-bijeli Bar u koloru (avgust 2023). Autor je dokumentarnog filma Bar na vremenskoj kapiji (decembar 2020).
Autor je kviza Koliko poznajem svoj grad? u kontinuitetu od 2009. godine.
Od 2019. godine, Milović je urednik u izdavačkoj kući Mediteran multimedia iz Bara. 
Od maja 2021. je selektor programa bARS, na manifestaciji Barski ljetopis.
Novembra 2023. uručeno mu je najveće opštinsko priznanje Bara - Nagrada 24. novembar za profesionalno dostignuće u kulturnom stvaralaštvu.

## Monografija o crnogorskom pop-roku
Milovićevo ključno autorsko djelo jeste monografija Crnogorska pop-rok muzika 1954-1991, na 620 strana, u okviru koje su 259 monografskih jedinica i 346 slika. To je knjiga u kojoj su obrađene sve važnije grupe i ličnosti crnogorske pop-rok scene koje su djelovale u ovom periodu. Publikovani su podaci o objavljenim nosačima zvuka, gitarijadama, festivalima, crnogorskim muzičarima koji su uspjeli u inostranstvu, časopisima koji su se bavili muzikom, novinarima i medijima.

## 
Milović je prvi laureat godišnje nagrade časopisa Komun@, koja se dodjeljuje za promociju i valorizaciju kulturne baštine Crne Gore. Priznanje mu je dodijeljeno 2016. godine, jer je „kroz prizmu serije tekstova u različitim medijima, značajno doprinio kulturnoj baštini Crne Gore...”.

## Poezija i proza
- Bandiera Rossa (1994), poezija
- Ovu knjigu nisam nazvao imenom tvojim (1995), poezija
- Periferni vremeplov (1998), poezija/proza/fotografije
- Bandiera Nera 1- (2000), poezija
- Bandiera Nera 2 (2000), proza
- Ona i grad i grad i ja (2001), poezija (fotografije Ćazim Petović)
- Izdaleka mi žene na potonule katedrale liče (2006), izabrane pjesme na crnogorskom jeziku (izbor: Rajko Cerović; fotografije Stevo Popović)
- Ti dani, te godine (2007), proza
- Ulica Ivice Šurjaka i što je bilo poslije (2011), proza
- Мртво море меѓу нас (2013), izabrane pjesme na makedonskom jeziku (izbor i prevod Slave Gjorgjo Dimoski / Julijana Veličkovska Dimoska)
- Povratak u Ulicu maršala Tita (2017), proza
- Koronartno odjeljenje, soba 80 (2020), proza

## Monografije i namjenske publikacije
- Knjiga o Baru (2001) - koautor
- Pristan, priča o srušenom gradu (2006) - koautor i kourednik
- Bar s druge strane ogledala (2009)
- Crnogorska pop-rok muzika, 1954-1991 (2015)
- Mir, mir, Mirovica, 30 godina (2016)
- Barski ljetopis - prvih 30 godina (2018) - koautor
- Četrdeset godina Radio Bara (2019)
- Ljudi iz grada bez vratî - (Ne)zaboravljeni Barani XX vijeka (2019)
- Najljepše su pjesme tebi ostale - prve četiri decenije barskog pop-roka (2019)
- Žene iz grada bez vratî - (Ne)zaboravljene Baranke XX vijeka (2023)
- Vijek sa djecom - 102 godine Vrtića u Baru (2023)
- Štampani mediji u Baru (1886 – 1972 – 2023) – nastanak, razvoj i analiza odnosa sa lokalnom zajednicom (2023)
- Mornarovih 100 godina (2024)